# Conte barbare
 (octobre 2015).
Si vous disposez d'ouvrages ou d'articles de référence ou si vous connaissez des sites web de qualité traitant du thème abordé ici, merci de compléter l'article en donnant les références utiles à sa vérifiabilité et en les liant à la section « Notes et références ».
Conte barbare est un film français de court métrage réalisé par Pierre Schumacher, sorti en 1991. Le scénario a bénéficié de la subvention du Centre national du cinéma, d'un pré-achat de France 2 et d'ARTE.

## Synopsis
Dans la maison des lunatiques, où il est enfermé, Monsieur Penel se souvient: sa boutique, une charcuterie, et sa femme, dont il ne savait plus dans les derniers instants si elle était femme ou si elle devenait truie. Un jour, il prit une décision…

## Fiche technique
- Titre : Conte barbare
- Réalisation : Pierre Schumacher
- Scénario : Gérard Grenier et Pierre Schumacher
- Photographie : Gérard Grenier
- Son : Dominique Lancelot
- Montage : Tamara Pappé, Marie-France Cuenot
- Musique : Pascal Renard
- Production : Éric Mahé - Stellaire productions
- Pays d'origine : France
- Genre : Drame psychologique surréaliste
- Durée : 15 minutes
- Format : 35 mm noir & blanc
- Date de sortie : France 1991

## Distribution
- Blanche Penel : Dora Doll
- Albert Penel : Michel Morano[1]
- La Mère supérieure : Marie Aufray
- Un lunatique : Johann Corbeau

## Article de presse
Télérama qualifiera le film de Bonheur du jour lorsqu’il passera sur France 2, Isabelle Fajardo, journaliste à Télérama, écrira :

« Il règne dans ce conte fantastique une lumière de fin du monde. Il y flotte des fumées d'outre-tombe. On y discerne des références bibliques. On y raconte une histoire inquiétante. Celle de M. Penel, enfermé dans la Maison des Lunatiques, un asile psychiatrique onirique. Ses cerbères sont des religieuses coiffées de cornettes ailées, comme des chauve-souris. Elles semblent danser un ballet à la chorégraphie symétrique, dont M. Penel est le centre. M. Penel, lui, se souvient : sa boutique, une charcuterie, et sa femme, dont il ne savait plus si elle était femme ou devenait truie... On a froid dans le dos. »

## Sélections et récompenses
- 1991 Sélection au festival international du court-métrage de Clermont-Ferrand[3].
- 1991 Prime à la qualité du Centre national du cinéma.
- 1991 Diffusion sur France 2 le 31 mars 1990.
- 1992 Pré-nomination aux Césars du meilleur court-métrage.
- 1992 Prix spécial du jury au 5e festival international de région.